# Restore the Fourth
Restore the Fourth es una organización estadounidense sin fines de lucro 501(c)(4) que busca fortalecer la Cuarta Enmienda a la Constitución de los Estados Unidos, que prohíbe registros e incautaciones irrazonables, y eliminar programas que la violen. Organizó protestas en 2013 y 2014, y en 2015 ayudó a introducir la Ley de Derogación del Estado de Vigilancia, además de otras actividades de cabildeo.

## Historia

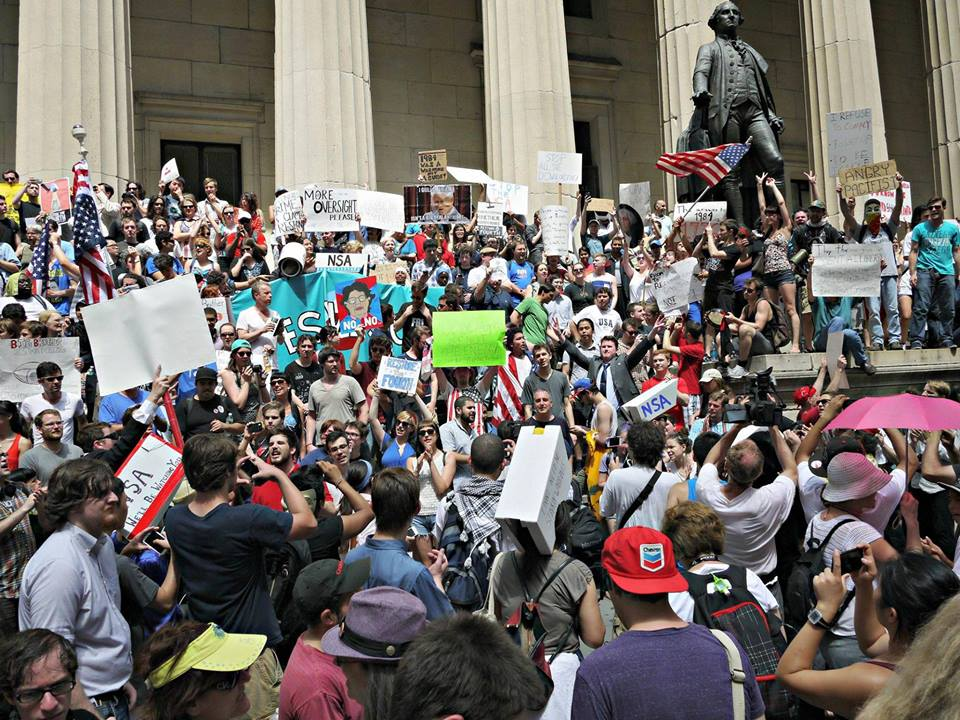
Restore the Fourth en la ciudad de Nueva York

Restore the Fourth se originó en el sitio web Reddit, poco después de la filtración de información de Edward Snowden, que expuso los programas de vigilancia masiva de la Agencia de Seguridad Nacional de EE. UU. (NSA), en particular el programa PRISM. El 8 de junio de 2013 se creó un subforo de Reddit dedicado al movimiento, que obtuvo más de 15 000 suscriptores en 2 semanas.[cita requerida] A partir de ahí, Restore the Fourth se trasladó a Snoonet, que es una red de IRC para las comunidades de Reddit. La mayoría de los esfuerzos de organización del movimiento antes del 4 de julio de 2013 ocurrieron allí, donde colaboraron organizadores locales, organizadores nacionales y usuarios del subreddit.
La primera protesta de Restore the Fourth ocurrió el 30 de junio de 2013 en Madison, Wisconsin. Las protestas posteriores del Día de la Independencia ocurrieron el 4 de julio con más de 70 mítines locales en los 50 estados de EE. UU. y Washington D. C. El 4 de julio, muchas protestas acogió a cientos de asistentes, y hasta 500 manifestantes asistieron a las manifestaciones en Washington D. C. y 950 en la ciudad de Nueva York. En Múnich, Alemania, los manifestantes se reunieron frente al Consulado de los Estados Unidos con máscaras de Edward Snowden. Los organizadores estimaron una participación nacional de más de 10 000.
Se realizaron más mítines para conmemorar el Día de Orwell (4 de agosto), para impulsar la aprobación de la Ley de Libertad de EE. UU. (26 de octubre) y para pedir el cierre de la creciente red de centros de fusión en los Estados Unidos (10 de abril).[cita requerida] Entre noviembre de 2013 y abril de 2014, la organización experimentó un período de renovación significativa, antes de relanzarse con las elecciones nacionales en mayo de 2014 como una organización sin fines de lucro 501(c)(4) con 25 secciones en todo el país, bajo el liderazgo de Alex Marthews.

## Objetivos declarados
De acuerdo con los estatutos de Restore the Fourth, la organización busca:
- Educar al público para disminuir el apoyo a la vigilancia de orden general inconstitucional y sin orden judicial, y la recopilación masiva de datos privados para fines de vigilancia gubernamental.
- Presionar a los funcionarios públicos con respecto a las políticas y leyes identificadas anteriormente.
- Brindar apoyo educativo, financiero y organizativo a las secciones de Restore the Fourth.

## Respuestas
Restore the Fourth recibió apoyo de Electronic Frontier Foundation,Rand Paul, Andrew Napolitano, y DuckDuckGo.
La NSA se dirigió a la protesta del 4 de julio en un comunicado, refiriendo: "El 4 de julio nos recuerda a los estadounidenses las libertades y los derechos que nuestra Constitución garantiza a todos los ciudadanos de nuestro país. Entre ellos se encuentra la libertad de expresión, a menudo ejercida en protestas de diversa índole. La NSA no se opone a ninguna protesta legal y pacífica".